# Archieparquía de Diyarbakır
La archieparquía de Diyarbakır o de Amida de los caldeos (en latín: Archieparchia Amidensis Chaldaeorum, en turco: Diyarbakır'dan bir Archeparchy y en árabe: أسقفية أبرشية ديار بكر‎) es una circunscripción eclesiástica de la Iglesia católica en Turquía. Se trata de una archieparquía caldea inmediatamente sujeta al patriarcado de Bagdad de los caldeos. Desde el 22 de diciembre de 2018 su archieparca es Ramzi Garmou.

## Territorio y organización
La archieparquía tiene 783 562 km² y extiende su jurisdicción sobre los fieles católicos de rito caldeo residentes en Turquía. La eparquía está dentro del territorio propio del patriarcado de Bagdad de los caldeos.
La sede de la archieparquía se encuentra en el distrito de Beyoğlu en la ciudad de Estambul (antigua Constantinopla), y en Diyarbakır se halla la Catedral de Santa María. Hasta 1915 la catedral era una iglesia del siglo VI dedicada a san Petión mártir.
En 2021 en la archieparquía existían 12 parroquias:
- Espíritu Santo (Kutsal Ruh), en Estambul
- Capilla de la Santísima Trinidad (Kutsal Üçlü Birlik Şapelleri), en Estambul
- Santa María Marpetyun Keldani Katolik kilisesi, en Diyarbakır
- Mardin Keldani Kilisesi, en Mardin

## Historia
La presencia nestoriana en la Mesopotamia superior es bastante tardía, ya que esta región fue dominada principalmente en el primer milenio cristiano por la presencia de jacobitas y armenios. Sin embargo, en el siglo VI Amida (actual Diyarbakır) fue una diócesis nestoriana dependiente de Nísibis. Luego Amida dependió de la metrópolis nestoriana de Maiperqat o Martirópolis (actual Silvan) y para 1257 era parte de esa diócesis. Hacia el siglo XIV no parece que Amida fuera la sede de un obispo nestoriano, aunque el título a menudo parece haber estado unido a otras sedes cercanas, como en el caso del obispo Ishoʿdnah, mencionado a fines del siglo XIII como obispo de Maiperqat, Amida y Mardin.
En 1552 el patriarca Simón VII Ishoyahb se había vuelto tan impopular que sus oponentes se rebelaron contra su autoridad. Los rebeldes, principalmente de los distritos de Amida, Siirt y Salmas, eligieron como patriarca a un monje llamado Simón VIII Yohannan Sulaqa, el líder de monasterio Rabban Hormizd cerca de Alqosh, que tenía el apoyo de los obispos de Erbil, Salmas y de Adarbaigan. Como ningún arzobispo metropolitano estaba disponible para consagrarlo como se requería canónicamente, los misioneros franciscanos que estaban trabajando entre los nestorianos persuadieron a los partidarios de Sulaqa para que legitimara su posición y consiguieron que fuera consagrado por el papa Julio III (1550-1555). Sulaqa fue a Roma y el 20 de febrero de 1553 hizo una profesión de fe católica. 
A su retorno de Roma estableció su residencia en Amida, en donde permaneció cinco meses antes de ser asesinado y para fortalecer a su joven Iglesia ordenó a cinco obispos, entre ellos a Hormizd Habib de la familia Asmar de Amida, consagrado arzobispo el 19 de noviembre de 1553 con el nombre de Eliya, surgiendo así la archieparquía católica. En una carta del papa Paulo V a los obispos caldeos en 1604 el arzobispo Elías de Amida figura como arzobispo de Amida y de Siirt y circa 1615 pasó a serlo solo de Siirt. La sucesión de obispos católicos se interrumpió entre 1638 y 1657 porque el arzobispo Juan Simón regresó al nestorianismo.
En 1692 el patriarca Simón XIII Dinkha formalmente rompió la comunión con Roma dando origen a la actual Iglesia asiria del Oriente. Casi en simultáneo una segunda línea católica caldea se formó en 1672 cuando el metropolitano nestoriano Yosep de Amida entró en comunión con el papa. Viajó a Roma y al retornar en 1677 las autoridades otomanas lo reconocieron como metropolitano de Amida y de Mardin. El 23 de junio de 1681 el papa lo reconoció y le dio el título de patriarca de la nación caldea privada de su patriarca, tomando el nombre de José I y fijando su sede en Amida. Todos los sucesores de José I tomaron el nombre de José y se los conoce como línea josefita. Hasta 1713 Amida fue la sede de los patriarcas católicos caldeos de la serie josefita. En 1830 el patriarcado caldeo fue reunificado y su sede establecida en Mosul, por lo que Amida volvió a ser una sede metropolitana.
Hasta 1862 el Anuario Pontificio denominó a la diócesis como Seleucia en Mesopotamia (en italiano: Seleucia nella Mesopotamia), pasando a llamarla Amida o Diyarbakır desde 1863 (en italiano: Diarbekir).
En 1875 la diócesis nestoriana de Maiperqat, recientemente convertida a la fe católica, fue anexada a la de Amida, y el arzobispo de Amida estableció un vicario en Maiperqat.
En 1895 el nuevo gobernador otomano de Diyarbakır inició una persecución de cristianos que llevó a la destrucción de 119 aldeas del sanjacato de Diyarbakır y la muerte de 30 000 cristianos.
En 1896 la archieparquía de Amida y Maiperqat tenía 3000 fieles caldeos, 2 parroquias en Djarokhié y en Maiperqat, 2 estaciones misionales en Bochalt y en Bakoss (en total 3 iglesias y una capilla) y 7 sacerdotes.
En 1900 la archieparquía de Amida o Diyarbakır y Maiperqat incorporó al vicariato patriarcal de Urfa, la antigua Edesa (actual Sanliurfa), que fue establecido después de la publicación de la encíclica Orientalium dignitas de 1894. En 1896 tenía 300 fieles sin iglesia confiados al vicario local de la Iglesia católica siria.
En 1913 la archieparquía estaba presente en las siguientes villas y aldeas: en Diyarbakır (2500 fieles, 6 sacerdotes, 1 catedral y 3 escuelas), en Maiperqat (500 fieles, un sacerdote, una iglesia y 2 escuelas), en Sharūkhīyā (en curdo Çaroxî, en armenio Չարոխի; 150 fieles, un sacerdote, una iglesia y una escuela), en Ali-Poir (80 fieles y una iglesia), en Boshat (hoy Boyunlu, 500 fieles recientemente conversos, un sacerdote, una capilla y una escuela), en Navdasht (100 fieles recientemente conversos y una capilla), en Zere (hoy Güçlü, 120 fieles recientemente conversos, un sacerdote, una capilla y una escuela), en Atsha (hoy Susuz, 30 fieles y una capilla) y en Urfa (200 fieles, 2 sacerdotes, una iglesia y 2 escuelas).
El último arzobispo de Amida y Maiperqat, Shlemun Mushe al-Sabbagh, huyó en 1915 debido a las persecuciones perpetradas por los turcos durante la Primera Guerra Mundial, que dieron lugar al genocidio asirio, especialmente en la zona de Diyarbakır. Después de su muerte el 2 de junio de 1923, la eparquía de Amida ya no tuvo un obispo y la sede quedó de facto suprimida.  
En 1928 había en la ciudad de Diyarbakır 500 fieles caldeos y 3 sacerdotes. Para 1950 se habían reducido a 360 fieles con solo un sacerdote y para fines del siglo XX solo había dos familias caldeas en la ciudad.
El 30 de septiembre de 1938 al unirse el vicariato patriarcal de Siria con la eparquía de Gazarta de los caldeos y parte del vicariato patriarcal de Adana (Hatay) se formó la administración apostólica de Jazira Superior de los caldeos, con jurisdicción territorial sobre Gazarta, Siria, Líbano, Alta Gezira y Hatay. El 3 de julio de 1957 el papa Pío XII suprimió la administración apostólica, por lo que su sector turco fue de hecho incorporado a la archieparquía de Diyarbakır.

### Restauración y elevación a archieparquía
En el sínodo caldeo reunido en Roma entre el 24 y el 27 de noviembre de 1965 el patriarca Pablo II Cheikho impulsó la restauración de la eparquía de Diyarbakır, pero con sede en Estambul y rango de archieparquía.
El 3 de enero de 1966 mediante la bula Chaldaici ritus del papa Pablo VI, fue formalmente restaurada y a la vez elevada al rango de archieparquía.

Chaldaici ritus christianis fidelibus, in Turcarum regione degentibus, quo aptius consuleretur, opportunum visum est sacris Praesulibus in synodo congregatis, quae Romae habita est a die XXIV ad XXVII mensis novembris, anno proxime elapso, cuique praefuit venerabilis Frater Paulus II Cheikho, Babylonensis Chaldaeorum Patriarcha, idque statuerunt, ut sedes episcopalis Amidensis Chaldaeorum, vulgo Diyarbekir appellata, ad archiepiscopalis gradum et dignitatem eveheretur. Quod igitur propositum statutumque est, suprema qua pollemus in universam Ecclesiam potestate de more probamus atque confirmamus, sedemque episcopalem Amidensem Chaldaeorum ad gradum archiepiscopalis attollimus iubentes ut quae his sub plumbo Litteris decreta sunt ille ad effectum adducat qui, tempore exsecutionis, Sedis Apostolicae negotia in Turcarum ditione procuret, vel per se vel per alium delegatum virum. Qui vero rem perfecerit congrua documenta exarari iubeat ad Sacramque Congregationem pro Ecclesia Orientali mitti, de more signata sigilloque impressa.

La nueva archieparquía se ajustó al territorio de toda Turquía, por lo que las circunscripciones eclesiásticas caldeas existentes hasta las masacres de 1915 fueron formalmente abolidas. Estas circunscripciones eran las siguientes:
- Archieparquía de Amida y Maiperqat (con los sectores incorporados en 1957), su último obispo falleció el 2 de junio de 1923;
- Eparquía de Mardin, su último obispo falleció el 16 de febrero de 1941;
- Eparquía de Siirt, su último obispo falleció en junio de 1915;
- Eparquía de Van, su único obispo falleció el 15 de febrero de 1928,
- Vicariato patriarcal de Constantinopla.

Las sedes de Siirt y Mardin dejaron de ser listadas en el Anuario Pontificio a partir de 1967, mientras que la de Van nunca fue listada y la de Constantinopla lo dejó de ser en la década de 1950.
Desde 2005 a 2018 la sede fue confiada a vicarios patriarcales.

## Estadísticas
Según el Anuario Pontificio 2022 la archieparquía tenía a fines de 2021 un total de 6308 fieles bautizados.
| Año                                                                             | Población            | Población | Población      | Sacerdotes | Sacerdotes    | Sacerdotes    | Bautizados por sacerdote | Diáconos permanentes | Religiosos | Religiosos | Parroquias |
| Año                                                                             | Bautizados católicos | Total     | % de católicos | Total      | Clero secular | Clero regular | Bautizados por sacerdote | Diáconos permanentes | Varones    | Mujeres    | Parroquias |
| ------------------------------------------------------------------------------- | -------------------- | --------- | -------------- | ---------- | ------------- | ------------- | ------------------------ | -------------------- | ---------- | ---------- | ---------- |
| 1896                                                                            | 3000                 | ?         | ?              | 7          |               |               | 428                      |                      |            |            | 4          |
| 1913                                                                            | 4180                 | ?         | ?              | 12         |               |               | 348                      |                      |            |            | 5          |
| 1970                                                                            | ?                    | ?         | ?              | 6          | 6             |               | 0                        | 21                   |            |            | 6          |
| 1980                                                                            | 6000                 | ?         | ?              | 7          | 7             |               | 857                      | 1                    |            |            | 13         |
| 1990                                                                            | 1400                 | ?         | ?              | 5          | 5             |               | 280                      | 1                    |            |            | 6          |
| 1999                                                                            | 5000                 | ?         | ?              | 5          | 5             |               | 1000                     |                      |            |            | 9          |
| 2001                                                                            | 5100                 | ?         | ?              | 1          | 1             |               | 5100                     |                      |            |            | 9          |
| 2002                                                                            | 5100                 | ?         | ?              | 1          | 1             |               | 5100                     |                      |            |            | 9          |
| 2003                                                                            | 4800                 | ?         | ?              | 2          | 2             |               | 2400                     |                      |            |            | 9          |
| 2004                                                                            | 5925                 | ?         | ?              | 2          | 2             |               | 2962                     |                      |            |            | 9          |
| 2006                                                                            | 4226                 | ?         | ?              | 1          | 1             |               | 4226                     |                      |            |            | 9          |
| 2009                                                                            | 6219                 | ?         | ?              | 1          | 1             |               | 6219                     |                      |            |            | 9          |
| 2013                                                                            | 7640                 | ?         | ?              | 2          | 2             |               | 3820                     |                      |            |            | 9          |
| 2016                                                                            | 32 000               | ?         | ?              | 2          | 2             |               | 16 000                   |                      |            |            | 9          |
| 2019                                                                            | 17 000               |           |                | 2          | 2             |               | 8500                     |                      |            |            | 10         |
| 2021                                                                            | 6308                 | ?         | ?              | 2          | 2             |               | 3154                     |                      |            |            | 12         |
| Fuente: Catholic-Hierarchy, que a su vez toma los datos del Anuario Pontificio. |                      |           |                |            |               |               |                          |                      |            |            |            |

## Episcopologio
- Eliya Hormizd Habib Asmar † (19 de noviembre de 1553 consagrado-1583 fue asesinado)
- Joseph Eliya † (1583-1604 falleció)
- Elías de Amida † (1604-circa 1615 renunció o fue transferido a la sede de Siirt)
- Timothy Rabban Adam † (1615-1621 o 1622 falleció)
- Ishoʿyahb (o Yesu Yab) † (1622-1638 falleció)
  - Sede vacante
  - Juan Simón † (1638-1657 falleció)[nota 1]
- ʿAbdishoʿ † (mencionado en 1669)
- Yosep de Amida † (1672-1691 renunció)[nota 2]
- Sliba Bet Ma'aruf † (1691-1713 falleció)[nota 3]
- Basil ʿAbd al-Ahad † (5 de noviembre de 1717 consagrado-3 de enero de 1728 falleció)
- Timothy Masaji † (1728-1 de enero de 1757 falleció)
- Lazaro Timoteo Hindi † (1757-1 de enero de 1759 nombrado patriarca de los caldeos)
- Yohannan al-Akkari † (1760-1 de enero de 1777 falleció)
  - Augustin Hindi † (1781-6 de abril de 1804) (administrador patriarcal)
- Augustin Hindi † (8 de septiembre de 1804-6 de abril de 1828 falleció)
- Basilio Asmar † (1828-1842 nombrado eparca de Gazarta)
- Giwargis Peter (Giorgio Pietro) de Natali † (1842-13 de agosto de 1867 falleció)
- Pietro Timoteo Attar † (22 de marzo de 1869-después, el 27 de junio de 1873 nombrado archieparca a título personal de Mardin)
- Giwargis Abdisho Khayyat † (1873[nota 4] -28 de octubre de 1894 nombrado patriarca de Babilonia de los caldeos)
- Shlemun Mushe al-Sabbagh † (6 de junio de 1897-2 de junio de 1923 falleció)
  - Sede vacante (1923-1966)
- Gabriel Batta † (3 de enero de 1966-7 de marzo de 1977 renunció)
- Paul Karatas † (7 de marzo de 1977-16 de enero de 2005 falleció)
  - Sede vacante (2005-2018)
- Ramzi Garmou, desde el 22 de diciembre de 2018